# Stadio Albertão
Lo stadio Governatore Alberto Tavares Silva (in portoghese Estádio Governador Alberto Tavares Silva), popolarmente noto come Albertão, è uno stadio polivalente situato nella città di Teresina, nello stato brasiliano del Piauí. 
Lo stadio, inaugurato nel 1973, è di proprietà del governo dello Stato di Piauí e ha una capienza di 52 000 spettatori. Deve il suo nome ad Alberto Tavares Silva, governatore del Piauí tra il 1971 e il 1975. Ospita i club Ríver Atlético Clube, Esporte Clube Flamengo e Piauí Esporte Clube. Lo stadio ha un'infrastruttura completa per il calcio, l'atletica e la trasmissione degli sport tramite radio e TV.
Lo stadio Albertão ha un'immensa importanza nel calcio dello stato del Piauí perché è l'unico grande stadio dello stato. Nell'Albertão si gioca il grande calcio classico di stato, Rivengo, conteso tra Ríver-PI e Flamengo-PI.

## Storia
Fu costruito nel 1973 e inaugurato il 26 agosto dello stesso anno. Otto persone morirono durante il panico di massa durante l'inaugurazione dello stadio, scoppiata quando uno spettatore ha gridato che lo stadio stava crollando. In realtà le vibrazioni avvertite sarebbero state causate da un aereo a bassa quota. Sebbene il bilancio delle vittime in diversi rapporti ufficiali vari, è generalmente accettato che questo rimanga il peggior disastro nella storia del calcio brasiliano.
La partita inaugurale fu giocata il 26 agosto 1973, quando Tiradentes e Fluminense pareggiarono 0-0.
Allo stadio, il primo goal venne segnato il 29 agosto 1973 da Dirceu Lopes, calciatore del Cruzeiro, quando Tiradentes e Cruzeiro pareggiarono 1-1.
Il record di presenze dello stadio è attualmente di 60 271, stabilito il 13 marzo 1983, in occasione della vittoria del Flamengo contro il Tiradentes per 3-1.

## Caratteristiche
Lo stadio Albertão ha un'enorme importanza nel calcio dello stato del Piauí in quanto è l'unico grande stadio dello stato. È in questo stadio, dove di solito si svolge il più grande clasico del calcio dello stato, Rivengo (disputa tra River-PI e Flamengo-PI). Lo stadio è stato riaperto dopo essere stato chiuso per un anno ed è in fase di ristrutturazione. La partita di riapertura del nuovo Albertão è stata quella tra Flamengo-PI e Vasco da Gama per la Copa do Brasil, con la sconfitta del Flamengo-PI per 4-1. Il pubblico registrato di questa partita era di oltre 25.000 paganti. Lo stadio Albertão dopo la sua riapertura, ha ricevuto diverse altre partite con un vasto pubblico, inclusa la finale del Campionato di Serie D brasiliano del 2015, tra il Ríver Atlético Clube e il Botafogo de Ribeirão Preto, in cui erano presenti 42.000 tifosi.

## Architettura
Esternamente le facciate in cemento non consentono inquinamento visivo con gli infissi. Il volume massimo dello scartamento massimo di circa 50 metri di altezza non viene mantenuto a tale altezza per tutta la sua lunghezza. All'estremità opposta di questa altezza massima, c'è una dimensione verticale minima di 2,5 metri, che conferisce maggiore leggerezza all'insieme. Per quanto riguarda i materiali utilizzati nella realizzazione dell'opera, spiccano ferro e cemento che, se lasciati evidenti, conferiscono allo Stadio caratteristiche tipiche di uno stile brutalista.
Lo stadio si trova su un terreno rialzato rispetto all'ambiente circostante, elemento determinante nella scelta del terreno, secondo Antônio Luiz, in un'intervista all'architetto che ha accompagnato i lavori. Lo stadio ha una struttura formale senza permeabilità visiva (definizione di struttura chiusa) e un modello ellittico. Ha diversi anelli di gradinate a guardia delle popolari sistemazioni vicino al fossato. Le strutture private, rivolte ad atleti e arbitri, si trovano al piano interrato delle tribune. Complessivamente Albertão ha 4 livelli, collegati solo da scale.